# Soupe de serpent
La soupe de serpent (chinois traditionnel : 蛇羹 ; pinyin : shé gēng) est une soupe à base de serpents, spécialité de la cuisine asiatique, particulièrement la cantonaise et hongkongaise

## Composition
Traditionnellement, il faut employer deux espèces parmi le Serpent d'eau, le Python, le Bongare rayé ou le Cobra cracheur indochinois.

## Préparation
Si les serpents sont vivants, ils peuvent être tués soit en arrière-cuisine soit devant le client, nombre de restaurants abritant des serpents dans des casiers en bois. Néanmoins, « aujourd'hui, seuls 30 % des serpents sont approvisionnés vivants, avec le poison déjà extrait pour limiter les risques. Le reste est acheté dans le sud de l'Asie avec la peau, la viande et les os séparés ».

## Vertus médicinales supposées
Les Hongkongais lui attribuent des vertus pour combattre la grippe, une peau plus saine et une meilleure libido. Comme le rappelle un dicton cantonais (« Les trois serpents sont gras à souhait quand les brises d’automne commencent à souffler ») est consommée en hiver, quand le système immunitaire a besoin d'être renforcé.

## Restaurants hongkongais
Jusqu'à récemment, des restaurants servaient cette soupe dans le quartier de Causeway Bay, celui de Sheung Wan (un des plus cités par les journalistes est dans Hillier Street (en)) ou bien celui de Sham Shui Po (le Shia Wong Hip (en) dans Apliu Street (en)).
C'est un plat bon marché. 
Les restaurants qui la servent peuvent aussi proposer des plats à base de bile ou de vessie de serpent. Dans ce dernier cas, il n'est conseillé qu'aux personnes les plus âgées, car il présenterait des risques pour les plus jeunes. On y trouve aussi du bouillon de tortue, du serpent aux herbes, du vin de serpent et du brouet de riz au serpent.
Il ne subsisterait qu'une vingtaine de restaurants proposant ce plat, alors que ce nombre atteignit la centaine

## Galerie

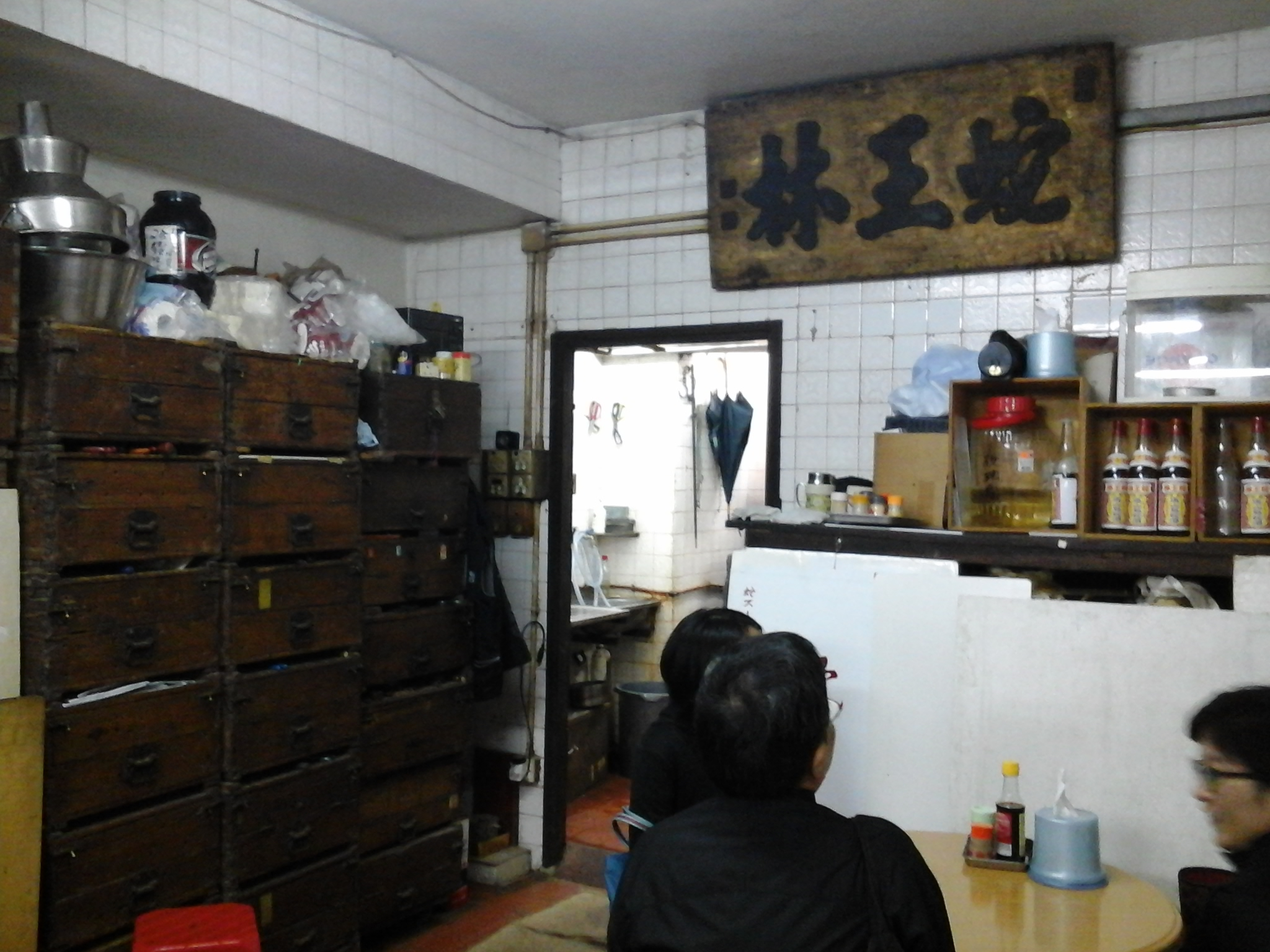
Restaurant de Sheung Wan. Sur la gauche, les casiers en bois renfermant les serpents.
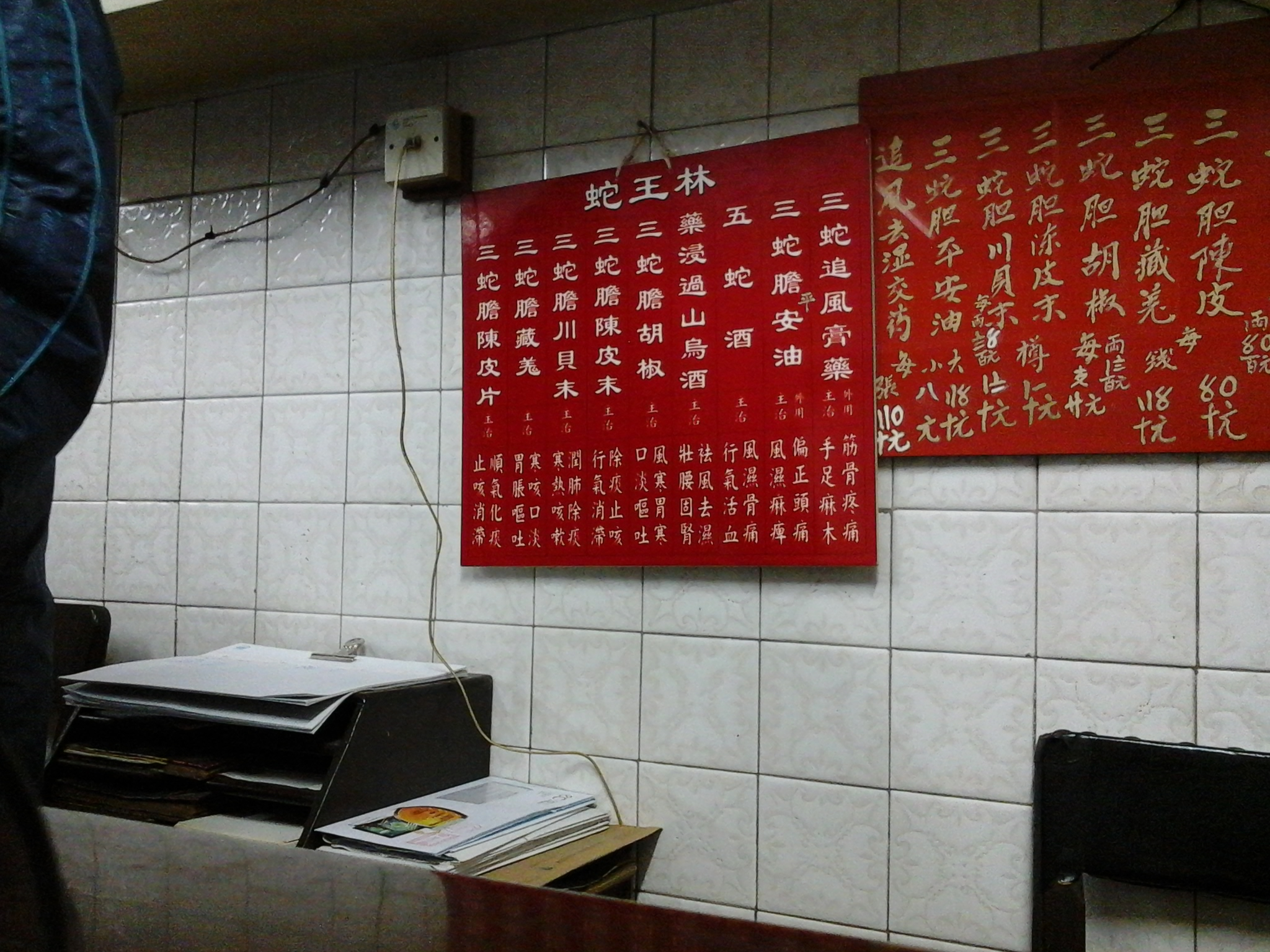
Panneaux annonçant les vertus supposées des plats à base de serpent.
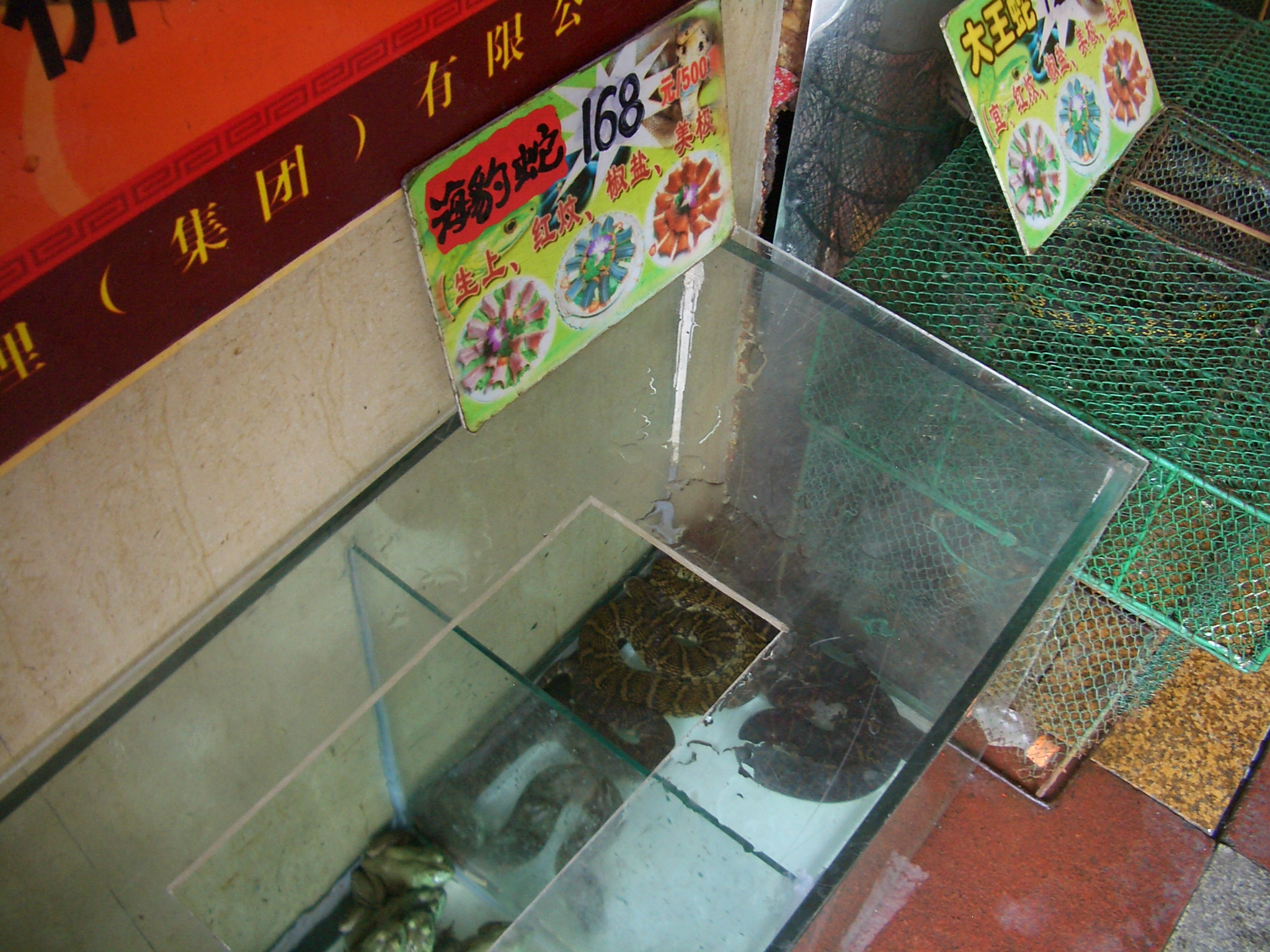
Dans un restaurant de Guangzhou

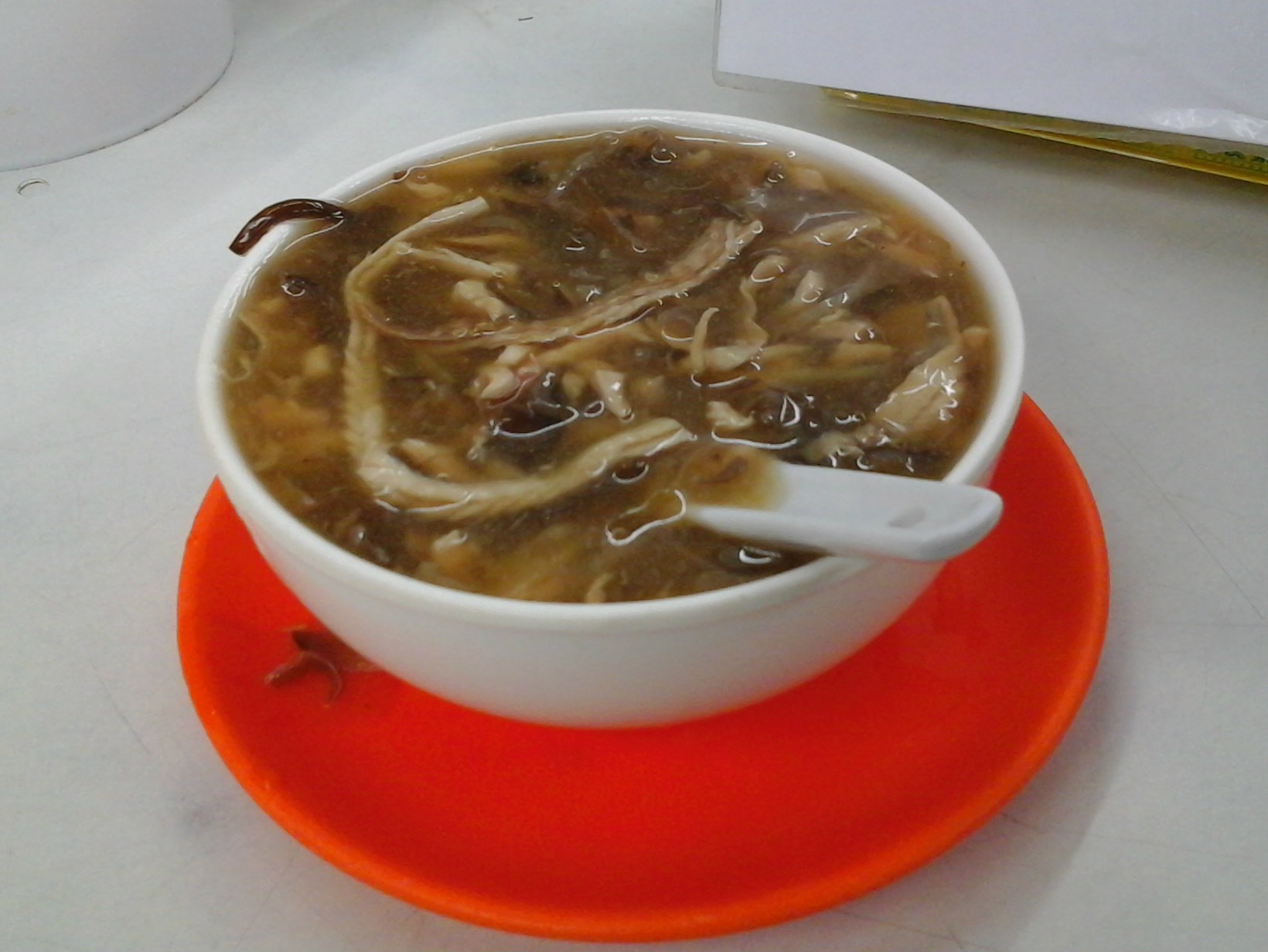
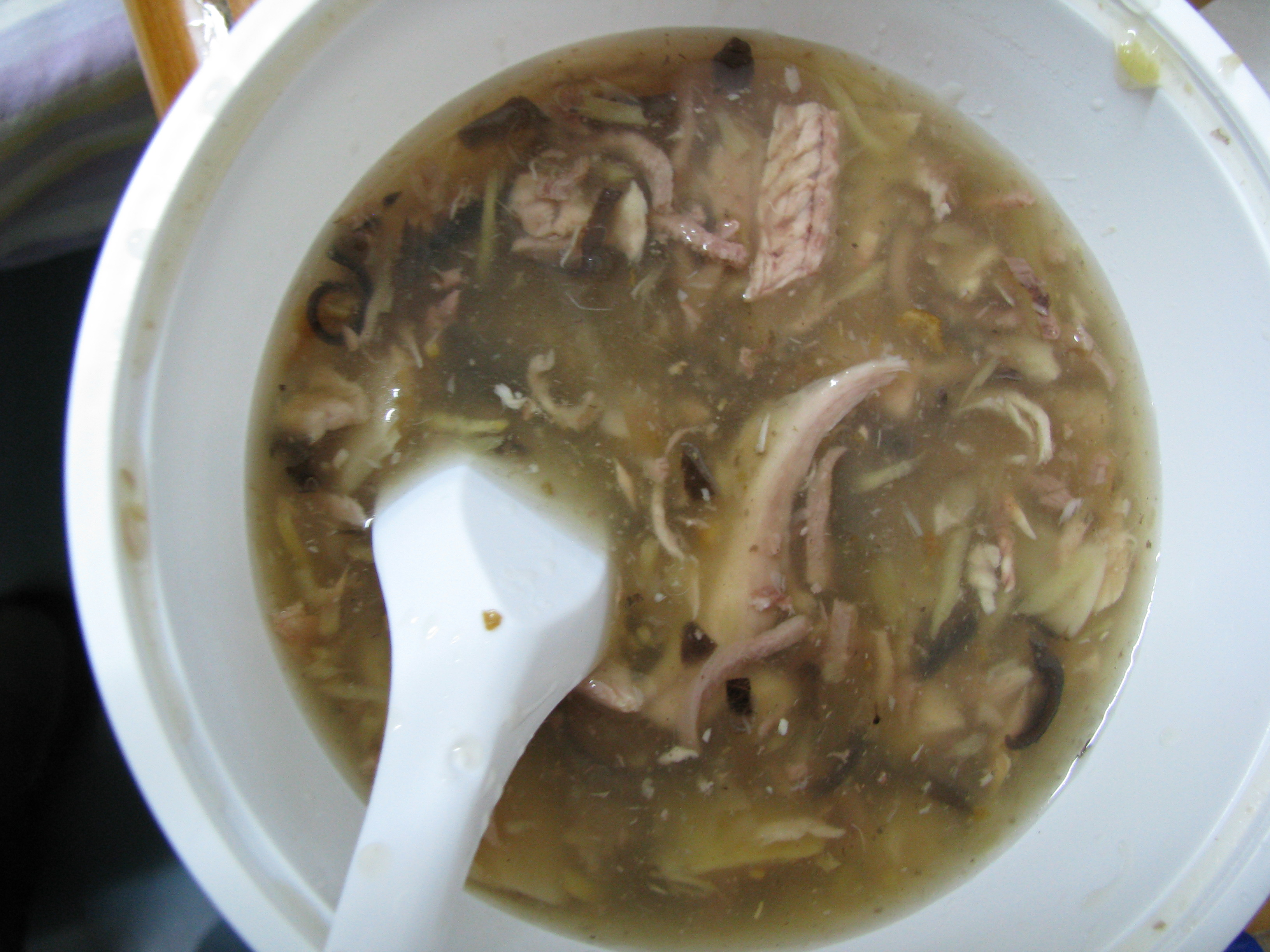
Soupe de serpent dans un restaurant de Causeway Bay, Hong Kong
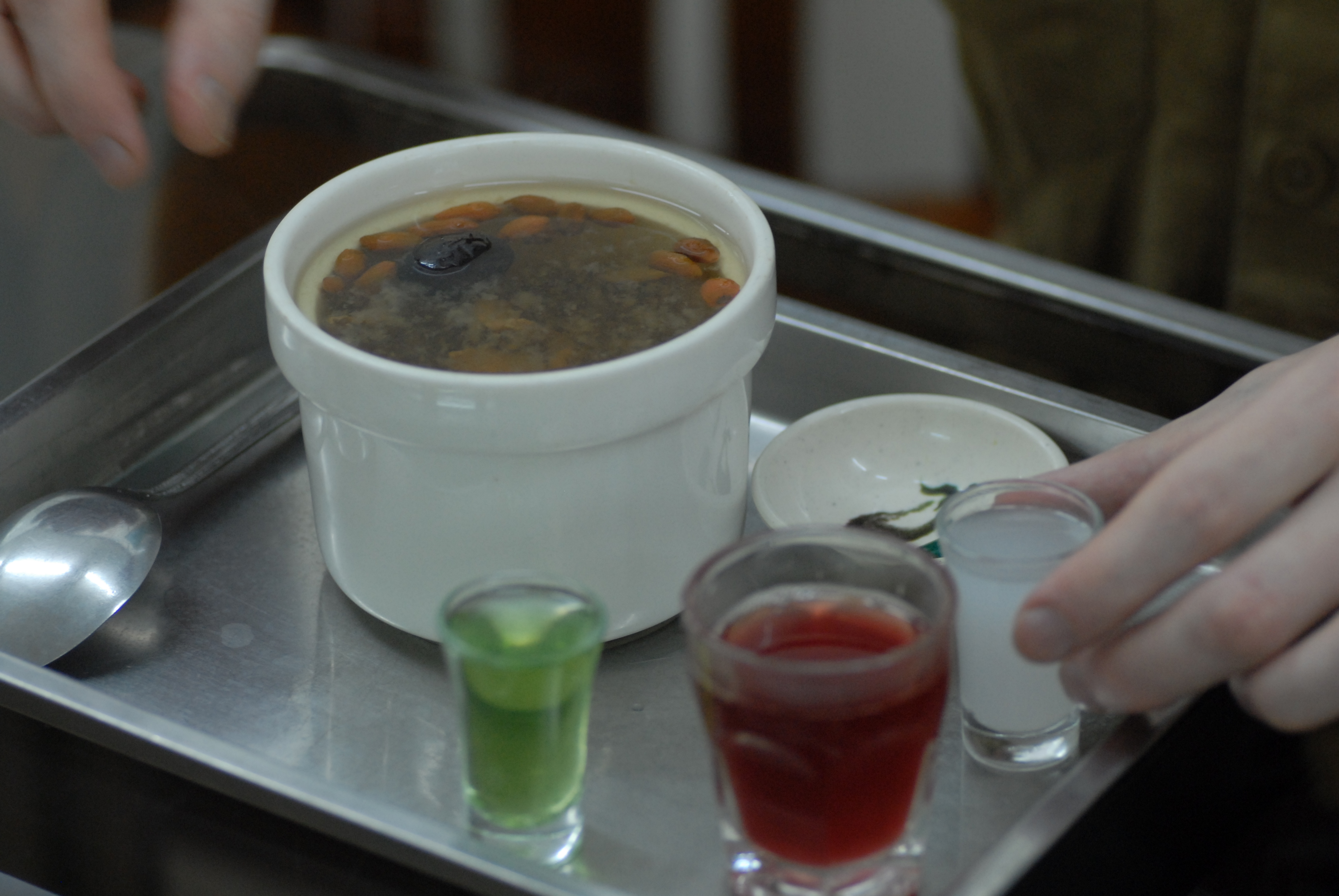
Soupe de serpent de Taipeh.
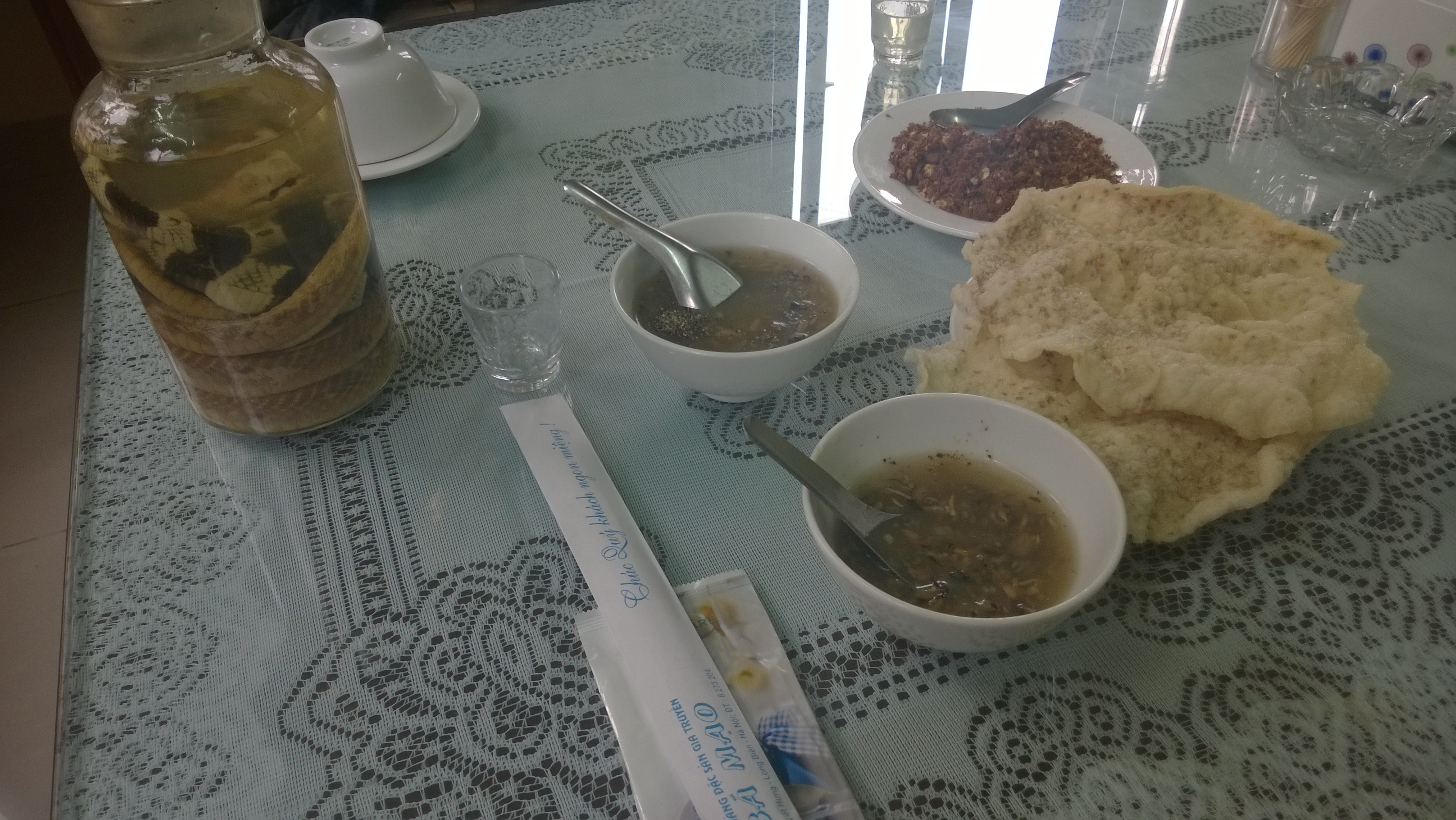
Soupe de serpent à Hanoi.